# 御手洗菜々
御手洗 菜々（みたらい なな、2001年2月14日 - ）は、TBSテレビのアナウンサー。

## 経歴・人物
大阪府高槻市出身。小学生の時に宝塚歌劇団を観劇したことがきっかけで宝塚スターを目指すことを決意し、宝塚音楽学校を3度受験するが不合格だった。同校を目指す過程で声楽を学んでいたため、高校時代にはソプラノで「第34回全日本ジュニアクラシック音楽コンクール」大阪本選に出場した記録がある。
関西学院大学に進学し、2年次には『第10期宝塚市観光大使リボンの騎士「サファイア」』に選出され、2021年3月から2年間務めた。また、冬場には「グランスノー奥伊吹&モーターパーク」（滋賀県米原市のスキー場）で「ゲレンデDJ」を務めていた。
大学卒業後の2023年4月1日付で、南後杏子と共に、アナウンサーとしてTBSテレビに入社。同年8月21日に南後と揃って『THE TIME,』へ出演したことを皮切りに、定時ニュースや情報・バラエティ番組を担当している。2024年度の上半期には、入社2年目ながら、毎週木曜日にTBSラジオで「ニュースデスク」を務めていた。
その一方で、スポーツ関連の中継や番組にも随時出演。2023年10月からは、『KICK OFF! J』（関東広域圏からJリーグに加盟しているプロサッカークラブ関連の情報番組）のMCを、齋藤慎太郎（先輩のスポーツアナウンサー）と共に任されている。2024年10月20日には、第10回プリンセス駅伝の全国ネット向けテレビ中継で、中継所の実況を先輩の女性アナウンサー（日比麻音子・佐々木舞音）と分担。プリンセス駅伝での中継所実況をTBSテレビの女性アナウンサーだけで賄うことは初めてで、自身も第3中継所での実況を通じてスポーツ中継への実況デビューを果たした。

## 担当番組

### 現在
- スポーツ中継（駅伝・女子サッカー）
  - 2024年のニューイヤー駅伝ラジオ中継で、「情報リポーター」としてスポーツ中継にデビュー。これを機に、全日本高等学校女子サッカー選手権大会などのテレビ中継でもリポートを任されている。
  - 実況については、プリンセス駅伝の本選に当たるクイーンズ駅伝でも、2024年のテレビ中継から一部の中継所で担当。

#### 地上波テレビ
- KICK OFF! J（2023年4月 - ）
  - 2023年11月からの単独番組化を機に、齋藤慎太郎（先輩のスポーツアナウンサー）とのコンビでMCを担当。
- 笑える!泣ける!動物スクープ100連発（第35回(2024年2月29日) - 、進行アシスタント）
- PLAYLIST (2024年5月29日 - ) - ナレーション[10]
- ひるおび（2024年10月 - ） - 午前枠の生中継リポーター（毎週木・金曜日と隔週水曜日に担当）
  - 水曜日の生中継には、先輩アナウンサーの小沢光葵と交互に出演。2024年9月以前にも、午前枠での生中継リポートや、13時台の後半に内包されている「JNN NEWS」（金曜分）のキャスターを随時担当していた。
- Nスタ（不定期）
  - 平日版では、「歩いて発見! すたすた中継」（TBSテレビと一部の系列局で平日の17時台に放送される生中継企画）で関東地方（TBSテレビの放送対象地域）からの中継を実施する場合に、2024年3月21日（木曜日）からリポートを随時担当。日曜版には、同年6月16日放送分にメインキャスター（同月2日まで担当していた渡部峻の代理）として初めて出演した。
- OAを見た後に…語らナイト (不定期)
  - TBSテレビが制作している連続ドラマから1つの作品を、同局の現職アナウンサー3人が1話分鑑賞した後に、その作品のPRを兼ねて「パジャマトーク」を展開する収録番組。初出演（2024年11月3日未明放送分）の際の「パジャマトーク」で、対象作品（『あのクズを殴ってやりたいんだ』）のストーリーやキャストの関係について鋭い考察を次々と披露したところ、収録に同席していた日比から「考察女王」と呼ばれるに至った。

#### BS放送
BS-TBSのみで放送されている番組に限って記載
- 薬丸マネー塾～人生後半お金に好かれる生き方～（2024年4月から毎月第1土曜日の18:30 - 19:00に放送）
  - 薬丸裕英の冠番組で、同期の南後と共に進行とロケリポートを担当。

#### ラジオ
- マイナビ Laughter Night（2023年12月2日（1日深夜） - ） - 第4代ナビゲーター
  - 2024年10月12日にTBSラジオで長時間の生放送を実施した「お笑いの日2024」のラジオ版では、『Laughter Night』の特別企画が組み込まれていた関係で、ナイツ（土屋伸之・塙宣之）と共に全編のMCへ起用。

### 過去

#### テレビ
- THE TIME'/THE TIME,（2023年9月 - 2024年2月）- 進行キャスター（木・金曜日担当）
- JNN NEWS
  - 平日9時台の後半（『ラヴィット!』への内包）分
    - 水曜日担当：2023年11月 - 2024年3月
    - 金曜日担当：2024年4月 - 2024年9月

  - 平日13時台の後半（『ひるおび』への内包）分
    - 水曜日担当：2023年11月 - 2024年3月
    - 金曜日担当：2024年4月 - 2024年9月
- ゴゴスマ -GO GO!Smile!-（CBCテレビ制作） - ニュースキャスター
  - 水曜日担当：2023年10月 - 2024年3月
  - 金曜日担当：2024年4月 - 2024年9月
- 東大王（2024年5月22日 - 9月18日） - 出題ナレーション
  - 前任者で先輩アナウンサーの皆川玲奈が産前産後休業へ入ったことに伴う起用。
- 日曜劇場『ブラックペアン シーズン2』第5話（2024年8月4日） - アナウンサー 役（声のみ）

#### ラジオ
- ニュースデスク（毎週木曜日に午前 - 午後帯を担当、2024年4月4日 - 2024年9月26日） 
  - TBSラジオのニュースデスクでは初めての21世紀生まれで、歴代の担当者では最も早く、TBSテレビ入社2年目の4月から担当を開始。放送上は、『パンサー向井の＃ふらっと』『ジェーン・スー　生活は踊る』『こねくと』内の定時ニュースに出演していた。
- アフター6ジャンクション2（『アトロク』） - いずれも、本来の出演者（先輩アナウンサー）が2024年パリオリンピックの報道活動で開催国（フランス）へ派遣されていた期間に担当を代行。
  - 2024年7月31日（火曜日）： 日比麻音子の代理パートナー
    - 学生時代に「ゲレンデDJ」として活動していたことを踏まえて、 「BEYOND THE CULTURE」（22時台の特集コーナー）では「真夏のゲレンデDJ特集」を編成。ゲレンデDJ経験者の南部広美（フリーアナウンサーで『荻上チキ・Session』のアシスタント）をゲストに迎えていた。

  - 2024年8月5日（月曜日）：『アトロク アニメエクストリームジョブ』MC
    - 前月（7月）から毎週第1月曜日の23時台前半に10分間放送されている事前収録のコーナーで、佐々木舞音に代わって担当。
- 森本毅郎・スタンバイ!（2024年9月2日）
  - パーソナリティの森本毅郎・遠藤泰子がこの日から夏季休暇を取得していたことを受けて、土井敏之（以前の休暇時にも代演していた先輩アナウンサー）とのコンビでパーソナリティを代行。
- こねくと（2024年8月22日）
  - パーソナリティの石山蓮華の欠席に伴う代行。
- ジェーン・スー 生活は踊る（2025年2月18日）
  - 小倉弘子の退社に伴う代打パートナー。
- ラジオお笑いの日2024（2024年10月12日）アシスタント